# UFC 29
UFC 29: Defense of the Belts (ou UFC 29: Ultimate Japan 4) foi um evento de artes marciais mistas promovido pelo Ultimate Fighting Championship, ocorrido em 16 de dezembro de 2000 no Differ Ariake Arena em Tóquio, Japão.

## Background
O evento foi o último do UFC a acontecer no Japão antes do UFC visitar o país novamente no UFC 144, e o último evento a ser promovido pela "UFC-J", uma contrapartida japonesa do UFC. Como diz o nome, o card contou com duas lutas pelo título, pelo Cinturão Meio Pesado do UFC do campeão Tito Ortiz, e pelo Cinturão Peso Leve do UFC do campeão Pat Miletich.
UFC 29 é notável por contar com uma das derrotas no UFC do futuro Campeão Meio Médio Matt Hughes, que foi finalizado em apenas 20 segundos por Dennis Hallman. O evento também contou com a primeira aparição na televisão pelo UFC do medalhista de prata nas Olimpíadas Matt Lindland. Esse foi o primeiro cardo do UFC a ter músicas tocadas nos intervalos dos rounds, e um diferente tema que não seja o tema de entrada do UFC. Um announcer local foi usado em vez do tradicional Bruce Buffer.
O UFC 29 foi televisionado no Japão em 7 de Janeiro de 2001, bem depois do evento, pelo Televisão por satélite japonesa Sky Sports, agora conhecida como J Sports.
UFC 29 foi o sétimo evento seguido do UFC a nunca ser lançado para home video ou DVD, já que a empresa dona SEG estava perto da falência. O UFC 29 foi o último evento do UFC realizado pela SEG, e após o UFC 29, em Janeiro de 2001, a SEG vendeu o UFC para os atuais compradores, Zuffa LLC.

## Resultados
Nota 1 Pelo Cinturão Meio-Pesado do UFC.

Nota 2 Pelo Cinturão Meio-Médio do UFC.